# 鑾儀衛掌衛事大臣
鑾儀衛掌衛事大臣，全稱總理鑾儀衛事內大臣。為中國清朝的官名，是為正一品武官，額缺一人，為鑾儀衛的總管長官，職責是掌管皇帝和皇后的儀仗車駕。相當於皇帝皇后出行的貼身保鑣，相較於一般的侍衛，在出外時與皇帝之間的距離更為親近，為負責清朝皇帝出外時警衛保駕的心腹重臣。

## 建置
順治元年（1644年）時承接明朝制度設錦衣衛，並以指揮使為首長。二年（1645年），指揮使更名為總理鑾儀衛事內大臣，負責總領衛事。九年（1652年），改稱掌衛事大臣。
掌衛事大臣員額1人，品秩正一品武職，出缺時以侍衛處領侍衛內大臣、內大臣揀選補授。光緒中期，改由滿、蒙王、公、大臣內特簡。

### 职责职能
《皇朝通志·卷68·職官略五·官制五》:「掌供奉乘輿秩序鹵簿，辨其名數與其班列。凡祭祀、朝會、時巡、大閱，則帥所司而散供之。」
掌衞事大臣為鑾儀衛的最高長官，且並非純粹擔當帝后出行時的警衛長或是出行時的儀仗隊長，同時須負責安排皇帝御营或是行宮駐紮的所在地位置、護衛時的人數、距離、等級、兵種各事宜或是替帝后保管貼身物品等，是極重要心腹官員。

## 著名人物
- 傅恒
- 奕劻